# 봉래산 (부산)
봉래산(蓬萊山)은 부산광역시 영도구에 위치한 산이다. 중국 전설 삼신산의 일종인 봉래산에서 이름을 따왔다. 예전에 KBS부산방송총국과 부산문화방송이 공동으로 운영하였던 텔레비전만을 위한 전용 송신탑도 존재하였으나, 아날로그 TV 시절에는 KBS1은 9번, KBS2는 7번, MBC는 11번으로 서울과 똑같았으며, EBS TV는 유일하게 UHF 23번으로 송출된 내력이 있었던 것으로 보인다. 당시 부산에 EBS도 13번을 원하였으나 13번 채널을 쓴 대역은 이미 마산문화방송이 차지하게 되어 있었기 때문에, 어쩔 수 없이 UHF 채널로 배정하였던 것으로 보인다.

## 방송 송신 시설
| FM라디오 |                  |          |      |                             |
| 채널     | 방송국명         | 호출부호 | 출력 | 가시청권                    |
| 93.3MHz  | febc부산극동방송 | HLQQ-FM  | 1㎾  | 부산, 진해, 김해, 거제 일부 |